# Al-Zarqa
al-Zarqāʾ (in arabo الزرقاء‎?, al-Zarqāʾ, "l'Azzurra"; pronunciato localmente ez-Zergā o ez-Zerʾa) è una città della Giordania, situata a nord-est di Amman, ed è capoluogo dell'omonimo governatorato. La popolazione è di 635 160 abitanti (2015), formando il 6,1% del totale nazionale.

## Storia
Centro industriale giordano, ospita il 50% delle industrie della Giordania: ciò dipende dallo sviluppo del settore edile e dalla vicinanza alla popolosa capitale di Amman. La popolazione vi si trasferì da ogni parte del regno fin dagli anni quaranta. Inoltre, più del 50% degli abitanti è giunto dalla Cisgiordania a seguito della guerra dei sei giorni. Nella città ha sede l'Università Hascemita. È inoltre sede di un'importante raffineria petrolifera. Attiva nella città risulta anche l'industria estrattiva, in particolare di fosfati e di ocra rossa.

## Geografia
Il clima è tipicamente desertico. Alla periferia della città sorge la collina naturale di Khirbet al-Batrawy, dove recenti indagini hanno rivelato un insediamento di cultura mesopotamica che risale all'età del bronzo antico.